# Roela Radiniyavuni
Roela Radiniyavuni (Suva, 7 de abril de 1990) é uma jogadora de rugby sevens fijiana.

## Carreira
Em 2019, Radiniyavuni mudou-se para Auckland, Nova Zelândia, e começou a jogar a liga de rugby pelo Richmond Roses.  Ela integrou a Seleção Fijiana de Rugby Sevens Feminino nos Jogos Olímpicos de Verão de 2020 em Tóquio, quando conquistou a medalha de bronze após derrotar a equipe britânica por 21–16.